# Irische Cricket-Nationalmannschaft gegen Afghanistan in der Saison 2018/19
Die Tour der irischen Cricket-Nationalmannschaft gegen Afghanistan in der Saison 2018/19 findet vom 21. Februar bis zum 19. März 2019 in Indien statt. Die internationale Cricket-Tour ist Bestandteil der Internationalen Cricket-Saison 2018/19 und umfasste ein Test, fünf ODIs und drei Twenty20s. Afghanistan gewann die Test-Serie 1–0 und die Twenty20-Serie 3–0, während die ODI-Serie 2–2 unentschieden endete.

## Vorgeschichte
Irland bestritt zuvor ein Vier-Nationen-Turnier im Oman, für Afghanistan war es die erste Tour der Saison.
Das letzte Aufeinandertreffen der beiden Mannschaften fand in der Saison 2018 in Irland statt.

## Stadien
Das folgende Stadion wurde für die Tour als Austragungsort festgelegt und am 30. November 2018 bekanntgegeben.
| Stadion                                    | Stadt    | Kapazität | Spiele      |
| ------------------------------------------ | -------- | --------- | ----------- |
| Rajiv Gandhi International Cricket Stadium | Dehradun | 25.000    | 1. – 3. T20 |

## Kaderlisten
Irland benannte seine Kader am 28. Januar 2018.
| Test | Test | ODI | ODI | Twenty20 | Twenty20 |
| Afghanistan | Irland | Afghanistan | Irland | Afghanistan | Irland |
| --- | --- | --- | --- | --- | --- |
| - Asghar Afghan (K) - Javed Ahmadi - Yamin Ahmadzai - Sharafuddin Ashraf - Nasir Jamal - Ihsan Janat - Rashid Khan - Zahir Khan - Ikram Alikhil - Wafadar Momand - Mohammad Nabi - Waqar Salamkheil - Rahmat Shah - Hashmatullah Shahidi - Mohammad Shahzad - Sayed Shirzad (wk) | - William Porterfield (K) - Andrew Balbirnie - James Cameron-Dow - George Dockrell - Andy McBrine - Barry McCarthy - James McCollum - Tim Murtagh - Kevin O’Brien - Stuart Poynter - Boyd Rankin - Simi Singh - Paul Stirling - Stuart Thompson - Lorcan Tucker | - Asghar Afghan (K) - Javed Ahmadi - Aftab Alam - Karim Janat - Rashid Khan - Zahir Khan - Ikram Alikhil - Fareed Malik - Mohammad Nabi - Gulbadin Naib - Mujeeb Ur Rahman - Rahmat Shah - Hashmatullah Shahidi - Mohammad Shahzad (wk) - Samiullah Shinwari - Sayed Shirzad - Dawlat Zadran - Najibullah Zadran - Noor Ali Zadran - Shapoor Zadran - Hazratullah Zazai | - William Porterfield (K) - Andrew Balbirnie - James Cameron-Dow - Peter Chase - George Dockrell - Andy McBrine - Barry McCarthy - James McCollum - Tim Murtagh - Kevin O’Brien - Stuart Poynter - Boyd Rankin - Simi Singh - Paul Stirling - Stuart Thompson - Lorcan Tucker | - Asghar Afghan (K) - Sharafuddin Ashraf - Usman Ghani - Karim Janat - Rashid Khan - Zahir Khan - Fareed Malik - Mohammad Nabi - Mujeeb Ur Rahman - Ziaur Rahman - Shafiqullah Shafaq - Samiullah Shinwari - Sayed Shirzad - Najeeb Tarakai - Najibullah Zadran - Hazratullah Zazai | - Paul Stirling (K) - Andrew Balbirnie - Peter Chase - George Dockrell - Shane Getkate - Josh Little - Andy McBrine - Kevin O’Brien - Stuart Poynter - Boyd Rankin - James Shannon - Simi Singh - Harry Tector - Stuart Thompson - Lorcan Tucker |

## Twenty20 Internationals

### Erstes Twenty20 in Dehradun
| 21. Februar Scorecard | Dehradun | Irland 132-6 (20)                 | – | Afghanistan 136-5 (19.2) |
|                       |          | Afghanistan gewinnt mit 5 Wickets |   |                          |

### Zweites Twenty20 in Dehradun
| 23. Februar Scorecard | Dehradun | Afghanistan 278-3 (20)          | – | Irland 194-6 (20) |
|                       |          | Afghanistan gewinnt mit 84 Runs |   |                   |

### Drittes Twenty20 in Dehradun
| 24. Februar Scorecard | Dehradun | Afghanistan 210-7 (20)          | – | Irland 178-8 (20) |
|                       |          | Afghanistan gewinnt mit 32 Runs |   |                   |

## One-Day Internationals

### Erstes ODI in Dehradun
| 28. Februar Scorecard | Dehradun | Irland 161 (49.2)                 | – | Afghanistan 165-5 (41.5) |
|                       |          | Afghanistan gewinnt mit 5 Wickets |   |                          |

### Zweites ODI in Dehradun
| 2. März Scorecard | Dehradun | Afghanistan 250-7 (48.3) | – | Irland |
|                   |          | No Result                |   |        |

### Drittes ODI in Dehradun
| 5. März Scorecard | Dehradun | Afghanistan 256-8 (50)       | – | Irland 260-6 (49) |
|                   |          | Irland gewinnt mit 4 Wickets |   |                   |

### Viertes ODI in Dehradun
| 8. März Scorecard | Dehradun | Afghanistan 223 (49.1)           | – | Irland 114 (35.3) |
|                   |          | Afghanistan gewinnt mit 109 Runs |   |                   |

### Fünftes ODI in Dehradun
| 10. März Scorecard | Dehradun | Afghanistan 216-6 (50)       | – | Irland 219-5 (47.2) |
|                    |          | Irland gewinnt mit 5 Wickets |   |                     |

## Test in Dehradun
| 15. – 19. März Scorecard | Dehradun | Irland 172 (60) & 288 (93)        | – | Afghanistan 314 (106.3) & 149-3 (47.5) |
|                          |          | Afghanistan gewinnt mit 7 Wickets |   |                                        |